# Provincia Autónoma Socialista de Voivodina
La Provincia Autónoma Socialista de Voivodina (en serbio: Socijalistička Autonomna Pokrajina Voivodina, Социјалистичка Аутономна Покрајина Војводина), también conocido como SAP de Voivodina (Cirílico: САП Војводина), fue una de las dos zonas autónomas socialistas de la República Socialista de Serbia de 1963 a 1990 y una de las unidades federales de la República Federativa Socialista de Yugoslavia de 1974 a 1990. Su capital es Novi Sad.